# Mitja Vošnjak
Mitja Vošnjak [mítja vóšnjak], slovenski politik, urednik, diplomat in pisatelj, * 3. februar 1923, Ptuj, † 15. avgust 2003, Ljubljana.

## Življenje
Osnovno šolo in gimnazijo je obiskoval na Ptuju, maturo pa je opravil leta 1941 v Ljubljani, kamor sta se z bratom Sergejem zatekla k sorodnikom pred nemško okupacijo. Kot dijak na ptujski gimnaziji se je vključil v narodnoobrambno gibanje. Nastopal je v ptujskem literarnem društvu Setev, gledališču Frana Žižka in sodeloval pri glasilu SKOJ. Leta 1938 je postal član SKOJ-a, dve leti kasneje pa je bil izvoljen v okrožni komite SKOJ-a za Maribor. V Ljubljani je po okupaciji delal v odboru OF za begunce s Štajerske ter postal sekretar orožnega komiteja SKOJ.
Junija 1943 je odšel v partizane. Pisal je za več mladinskih revij, med njimi za Mlado pest, Slovenskega pionirja (urednik 1943−1944), Mlado Slovenijo (1941−1942) in Omladino (urednik 1944−1946). Kot soustanovitelj je sodeloval pri revijah Slovenski pionir ter Mladina in bil Mladinin prvi urednik. Bil je tudi udeleženec Kočevskega zbora odposlancev slovenskega naroda.
Med letoma 1946 in 1948 je bil direktor radijskega programa v Ljubljani in načelnik uprave Ljudske republike Slovenije za radiodifuzijo. V diplomatsko službo je vstopil leta 1949. Najprej je bil svetnik za tisk in kulturo na Dunaju, nato do leta 1954 generalni konzul v Celovcu. Kot svetnik v državnem sekretariatu za zunanje zadeve v Beogradu je sodeloval pri reševanju tržaškega vprašanja. Po podpisu londonskega memoranduma je bil imenovan za predstavnika jugoslovanske vlade v Trstu. Od leta 1958 do leta 1961 je bil poslanik v Berlinu, od leta 1967 do 1969 pomočnik beograjskega sekretarja za zunanje zadeve Marka Nikezića, leta 1969 pa je bil imenovan za veleposlanika v Avstriji.
Sodeloval je v razpravah o šolstvu in energetiki, se zavzemal za ohranitev naravnega okolja in za pravice lovskih družin. Bil je vodja jugoslovanskega predstavništva v mednarodni organizaciji za industrijski razvoj pri OZN in za atomsko energijo na Dunaju. Leta 1966 je bil tajnik Društva slovenskih pisateljev, od leta 1974 do upokojitve leta 1978 pa direktor Centra za biotiko pri Medexu v Ljubljani. Z referati se je udeleževal čebelarskih simpozijev (Ženeva 1977, Portorož 1978) in kongresov (Avstralija 1977). Med predsedovanjem pri Slovenski izseljenski matici (1983–1990) je poskrbel, da ob spremembi političnega sistema ni prišlo do nasilne menjave zaposlenih v Matici, kot se je to zgodilo na Hrvaškem.
Vseskozi je bil v tesnih stikih z uglednimi slovenskimi kulturnimi ustvarjalci po svetu (s kiparjem Francetom Ahčinom, pisateljem Pavletom Šimcem). Vzpodbujal je ponovno oživitev rotarijanstva v Sloveniji. Prav s pomočjo slovenskih izseljencev je doživel, da je bil v Ljubljani znova aktiviran Rotary club, prvi na tleh Jugoslavije in drugi, za Budimpešto, v vzhodni Evropi. Bil je predsednik jugoslovanskega dela jugoslovansko-italijanskega odbora za izvajanje Specialnega statuta, tajnik Lovske zveze Slovenije in član izvršnega odbora Zveze lovskih organizacij Jugoslavije.

## Delo
V romanu Naša velika matura: Kronika (1948), ki je nastal v obdobju socialističnega realizma, je pripovedoval o naprednem dijaškem gibanju na ptujski gimnaziji tik pred okupacijo, kjer je metaforično-simbolno idejo o maturi kot o resničnem izpitu življenjske zrelosti, ki ga je potrebno opraviti v spopadu z življenjem, poistovetil z avtentično odločitvijo za revolucijo leta 1941. V romanu Črna kri (1961) je spregovoril o medvojnih ilegalnih tiskarnah v Ljubljani, v partizanskem romanu Onkraj ceste se spet pričenja življenje (1963) pa o vračanju delegatov z mladinskega kongresa v Bosni. Pri slednjem gre za idejno nezahtevno, vendar razgibano, andekdotično in humorno pripoved, ki ji daje smisel zanimivost spominske snovi, skoznjo pa človečnost mladih borcev sredi življenjskih stisk in radosti. V romanu Zid na mejni reki Selan (1964) je opisal življenje diplomatov v povojnih blokovskih napetostih in alegorično literariziral idejo o hladni vojni, njeni nesmiselnosti in nečloveških posledicah.
V kmečkih črticah Kri in vino: Kramljanje za starejše ljudi (1963) je realistično in duhovito predstavil kmete Slovenskih goric in Haloz, v zbirki vojnih črtic za mladino Častna pionirska, tako je bilo (1980) pa se je vživel v usodo otrok med 2. svetovno vojno. Veleposlanikovi zapiski so spomini na diplomatsko službo. Čeprav je moral pod nemško okupacijo zapustiti dom, je po vojni skozi vrata najvišjih nemških državnih uradov stopal v duhu enakovrednega sodelovanja in sobivanja. V priročniku Propolis: Zdravilo jutrišnjega dne (1992), ki je izšel še v angleščini in kitajščini, je temu naravnemu zdravilu zapel himno. Zbirka lovskih črtic Pol'ovanie pod Triglavom: Slovinské pol'ovnícke príbehy (Lov pod Triglavom: Slovenske lovske zgodbe) je leta 1969 izšla v prevodu v Bratislavi.
Pisal je o kulturnih in političnih vprašanjih (npr. članek Borba z mlini na veter o dvojezičnem šolstvu na Koroškem v Slovenskem pionirju) ter strokovne članke v revijah Lovec in Slovenski čebelar, in sicer pod psevdonimi Jernej, Jernej Kosec, Jernej Kovač, Jernej Puntar, J. K., M. V., V. M. Zgodbe za otroke je objavljal v otroški reviji Kurirček.

## Priznanja
- Partizanska spomenica 1941
- Red zaslug za ljudstvo s srebrnimi žarki (1946)
- Red bratstva in enotnosti s srebrnim vencem (1947)
- Red za hrabrost (1953)
- Red jugoslovanske zastave z zlato zvezdo na ogrlici (1954, 1955)
- Red jugoslovanske zastave z zlatim vencem (1961)
- Italijanski veliki križ z lento (1969)
- Avstrijski veliki zlati častni znak z lento (1973)
- Red Antona Janše (1978)

### Romani
- Naša velika matura: Kronika (1948) – vojni roman (COBISS)
- Črna kri (1961) – vojni roman (COBISS)
- Onkraj ceste se spet pričenja življenje (1963) – mladinski vojni roman (COBISS)
- Zid na mejni reki Selan (1964) – diplomatski roman (COBISS)

### Kratka proza
- Kri in vino: Kramljanje za starejše ljudi (1963) – kmečke črtice (COBISS)
- Pol'ovanie pod Triglavom: Slovinské pol'ovnícke príbehy (1969) – lovske črtice (COBISS)
- Častna pionirska, tako je bilo (1980) – mladinske vojne črtice (COBISS)

### Spomini
- Veleposlanikovi zapiski (1984) (COBISS)

### Priročnik
- Propolis: Zdravilo jutrišnjega dne (1992) (COBISS)